# Oppdals kommun
Oppdals kommun (norska: Oppdal kommune) är en kommun i Trøndelag fylke i mellersta Norge.  Kommunens centralort är tätorten och skidorten Oppdal.
I Vang, nära Oppdal finns det största gravfältet i Norge.

## Administrativ historik
Oppdals kommun upprättades den 1 januari 1838 (som Opdal formannskapsdistrikt) när Formannskapslovene från 1837 trädde i kraft. Kommunens gränser har förblivit oförändrade sedan dess.

## Kommunvapen
Blasonering: I blått tre motstøtende sølv spisser i form av et gaffelkors.
(I blått fält tre motstötande spetsar av silver i trepass.)
Kommunvapnet godkändes genom kunglig resolution den 19 februari 1982, samt på nytt igen den 13 maj 1983, efter en mindre revidering av blasoneringen. Motivet ger uttryck för orten Oppdal som ett nav för kommunikation. Här möts vägarna från Dovrefjell, Nordmøre och Trondheim. Ända sedan medeltiden hade ortsborna skyldighet att skjutsa resande över Dovrefjell.

## Orter

### Tätorter
I Oppdals kommun finns en tätort:
- Oppdal (centralort)

### Andra orter
- Driva
- Fagerhaug
- Lønset

## Socknar
Inom Norska kyrkan är Oppdals kommun indelad i två socknar:
- Lønsets socken
- Oppdals socken

Socknarna ingår i Gauldals prosteri i Nidaros stift.

## Bilder

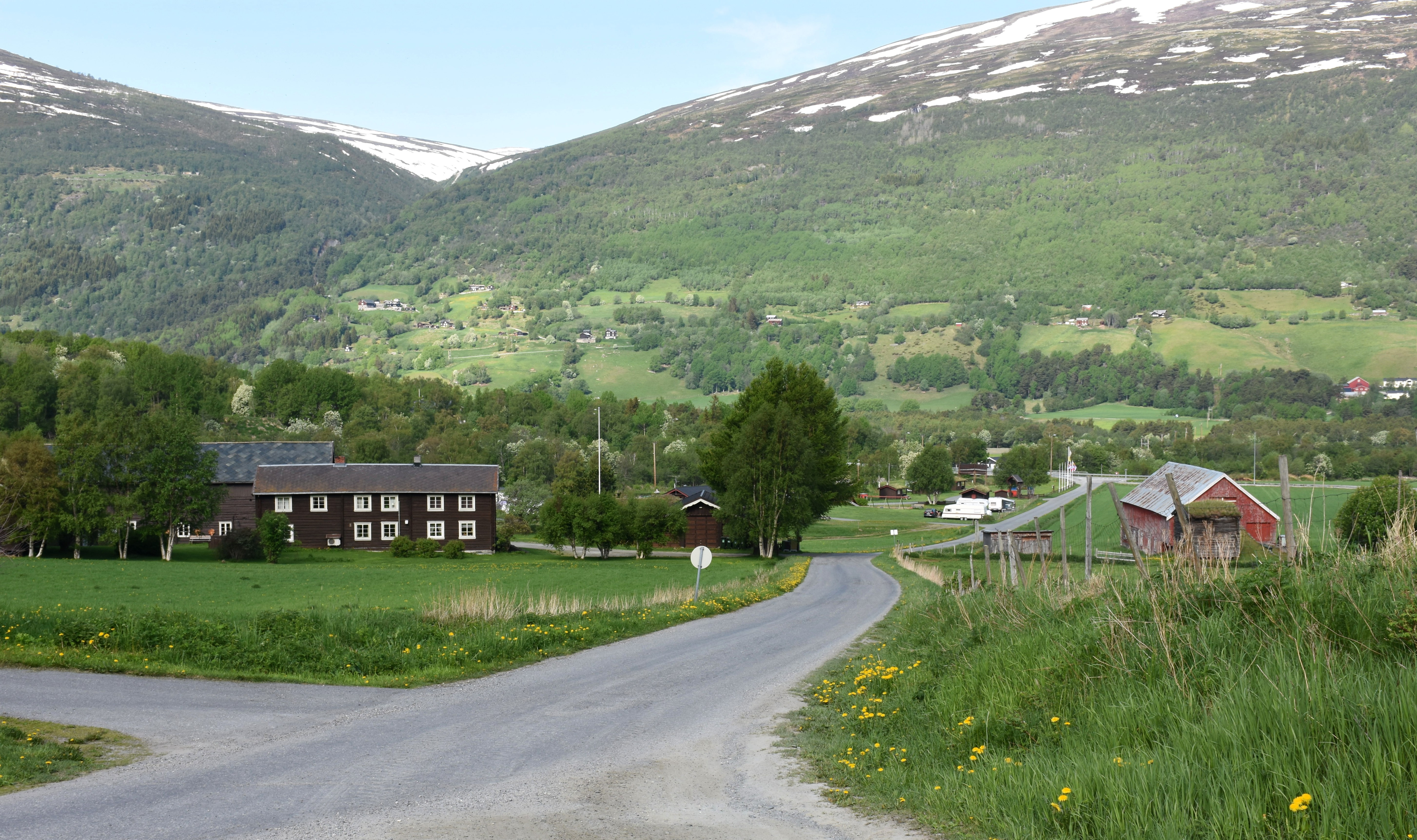
Driva.
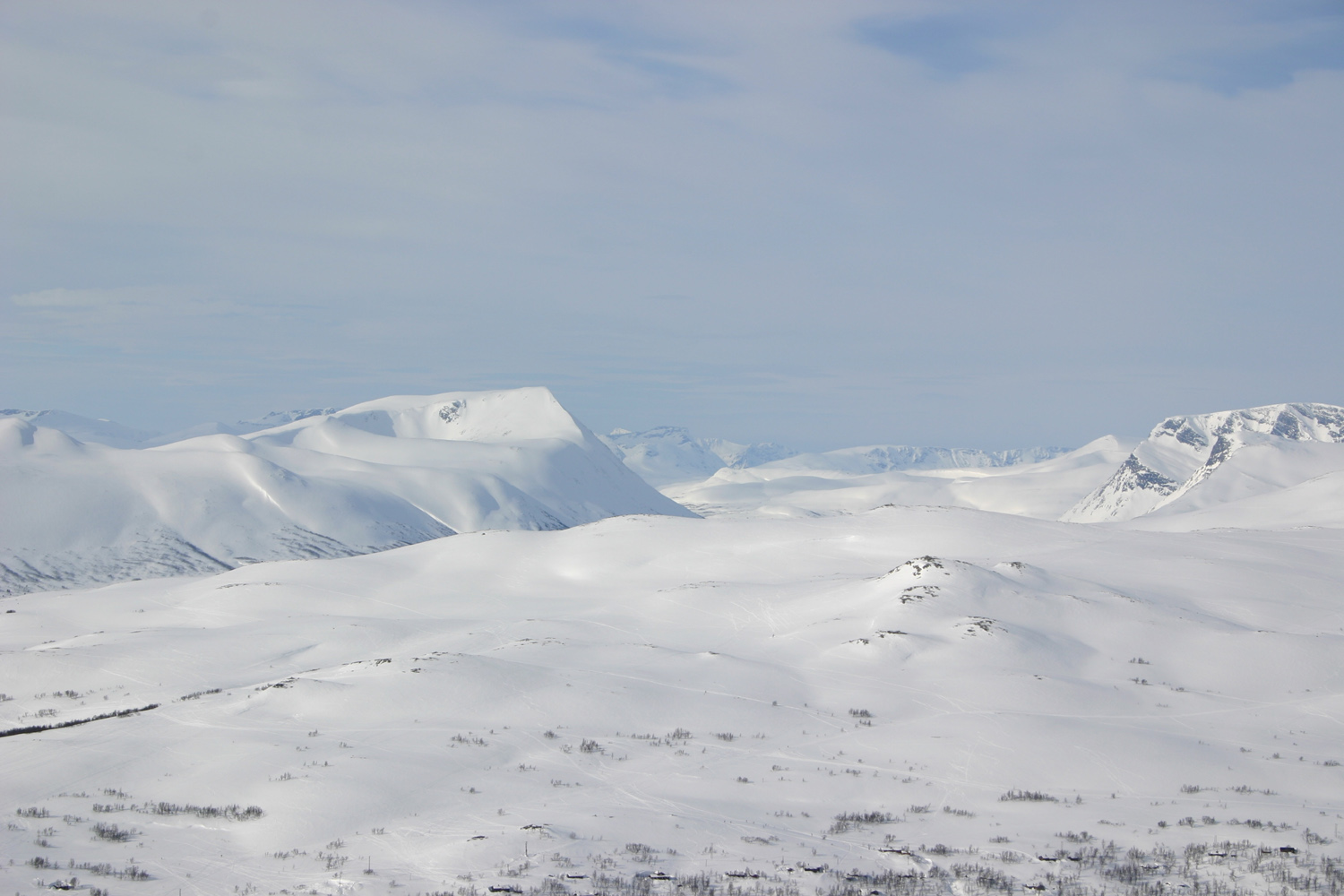
Trollheimen.
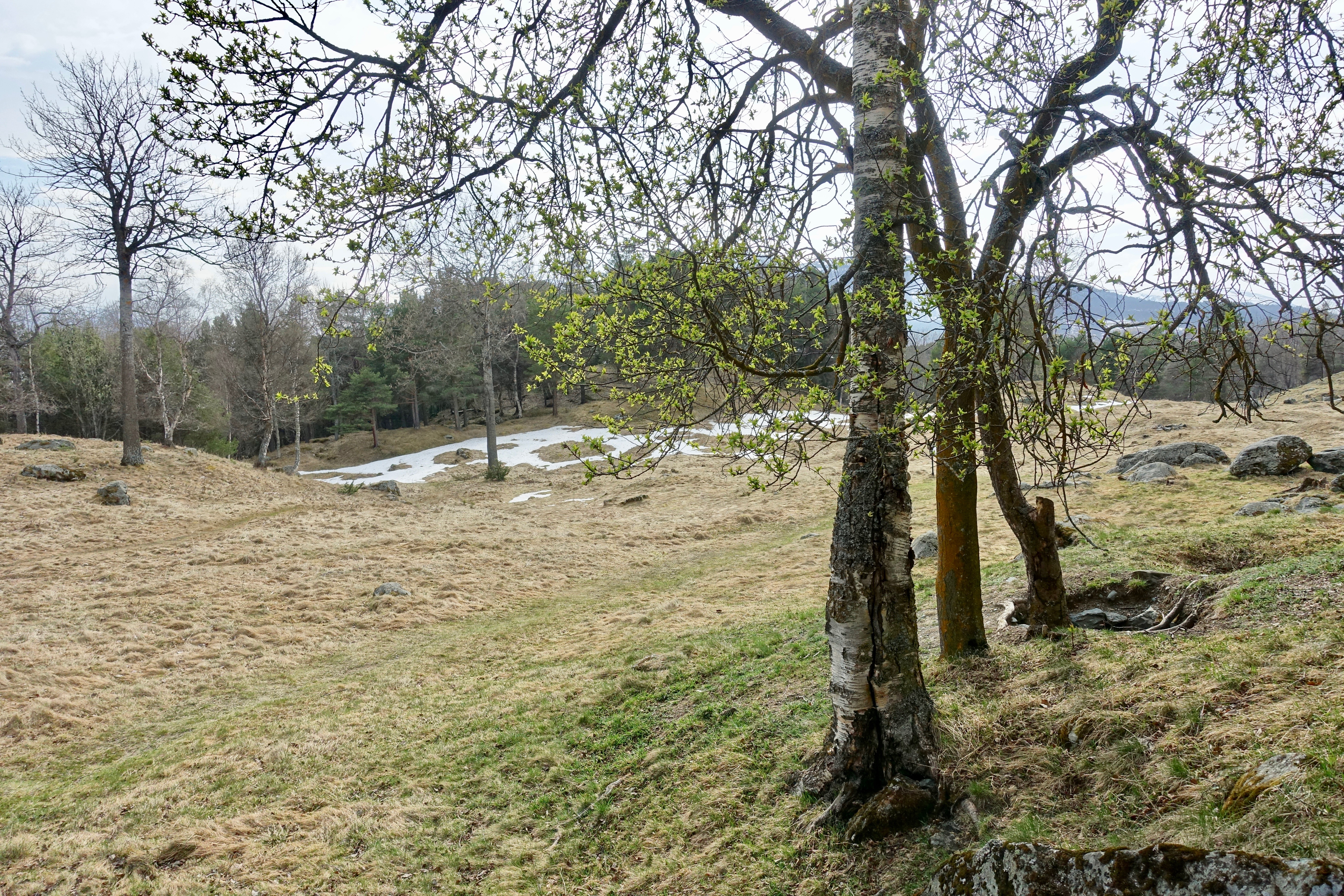
Vangfältet, Norges största gravfält.